# Alltid salig, om ej alltid glad
Alltid salig, om ej alltid glad är en psalmtext av Greta Lisa Danielsdotter 1847.
År 1855 bearbetades sången av psalmförfattaren och predikanten Svenning Johansson, som också var ledamot i Svenska Missionsförbundets styrelse. Texten diktade han 1855. Den har sju 4-radiga verser.
Melodin, av Lowell Mason, densamma som till Lord Jesus, Thou dost keep Thy child i Sankeys Sånger.

## Publicerad i
- Andeliga Sånger utgivna av Svenska Journalen 1855.
- Sionstoner 1889 nr 195 (anger texten som hämtad ur Sionsharpan.
- Hemlandssånger 1891 nr 279  under rubriken "Tron". Lina Sandell-Berg anges som författare.
- Nya Pilgrimssånger 1892 nr 324 under rubriken "Trygghet, glädje och tröst".
- Svenska Missionsförbundets sångbok 1920 nr 266 under rubriken "Trosvisshet."
- Sionstoner 1935 nr 395 under rubriken "Nådens ordning: Trosliv och helgelse"
- Sions Sånger 1951 nr 6.
- Sions Sånger 1981 nr 171 under rubriken "Tack och Lov".
- Lova Herren 1987 nr 478 under rubriken "Guds barns trygghet och frid "